# Rosenbrust-Kernknacker
Der Rosenbrust-Kernknacker (Pheucticus ludovicianus) ist ein großer Singvogel aus der Familie der Kardinäle (Cardinalidae). Das Artepitheton ludovicianus bezieht sich auf König Ludwig XIV. von Frankreich, zu dessen Ehren der Bundesstaat im Süden der Vereinigten Staaten von Amerika, Louisiana, seinen Namen erhielt. Linnaeus bezog sich damit auf die Herkunft des Typusexemplares aus Louisiana.

## Merkmale

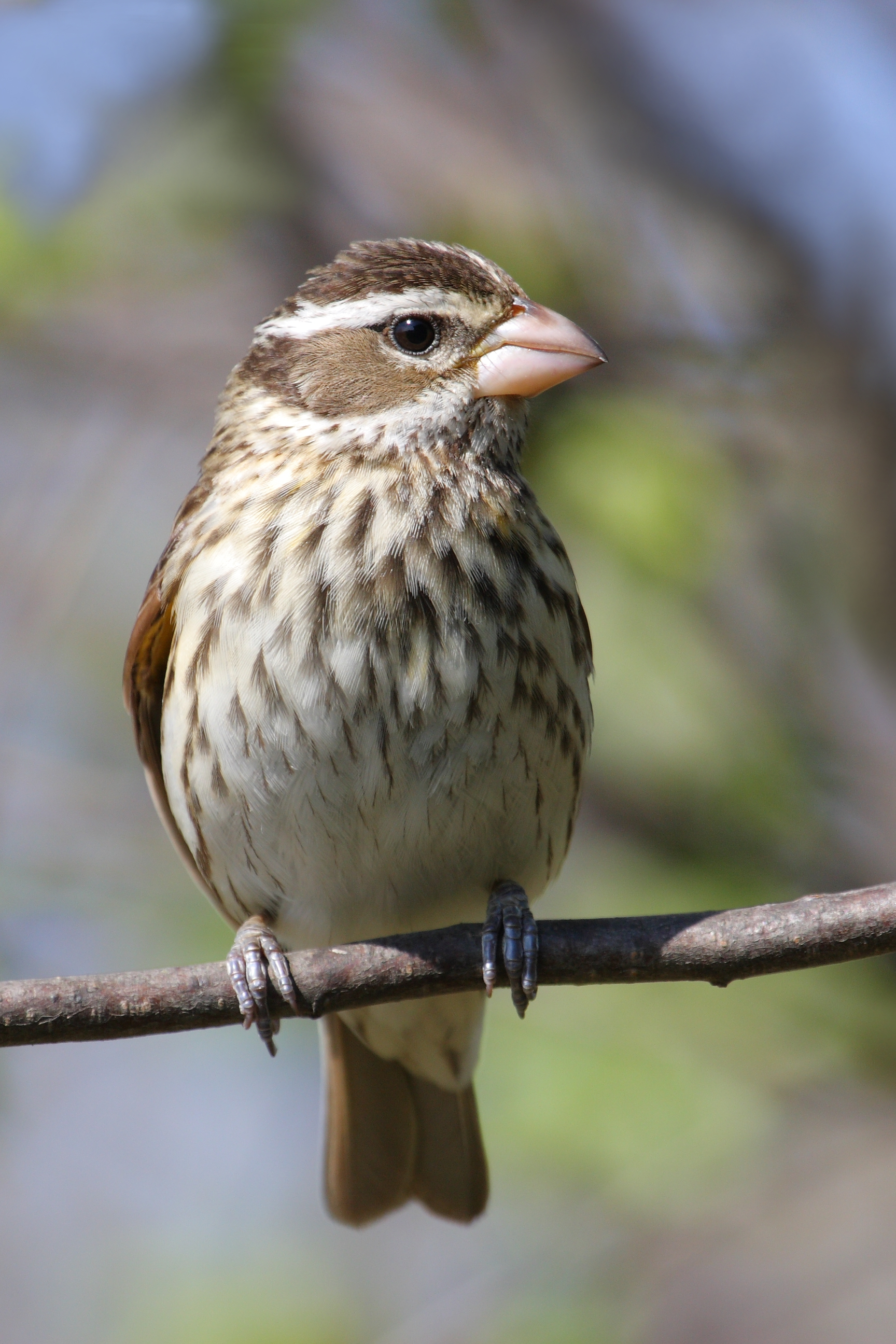
Weibchen

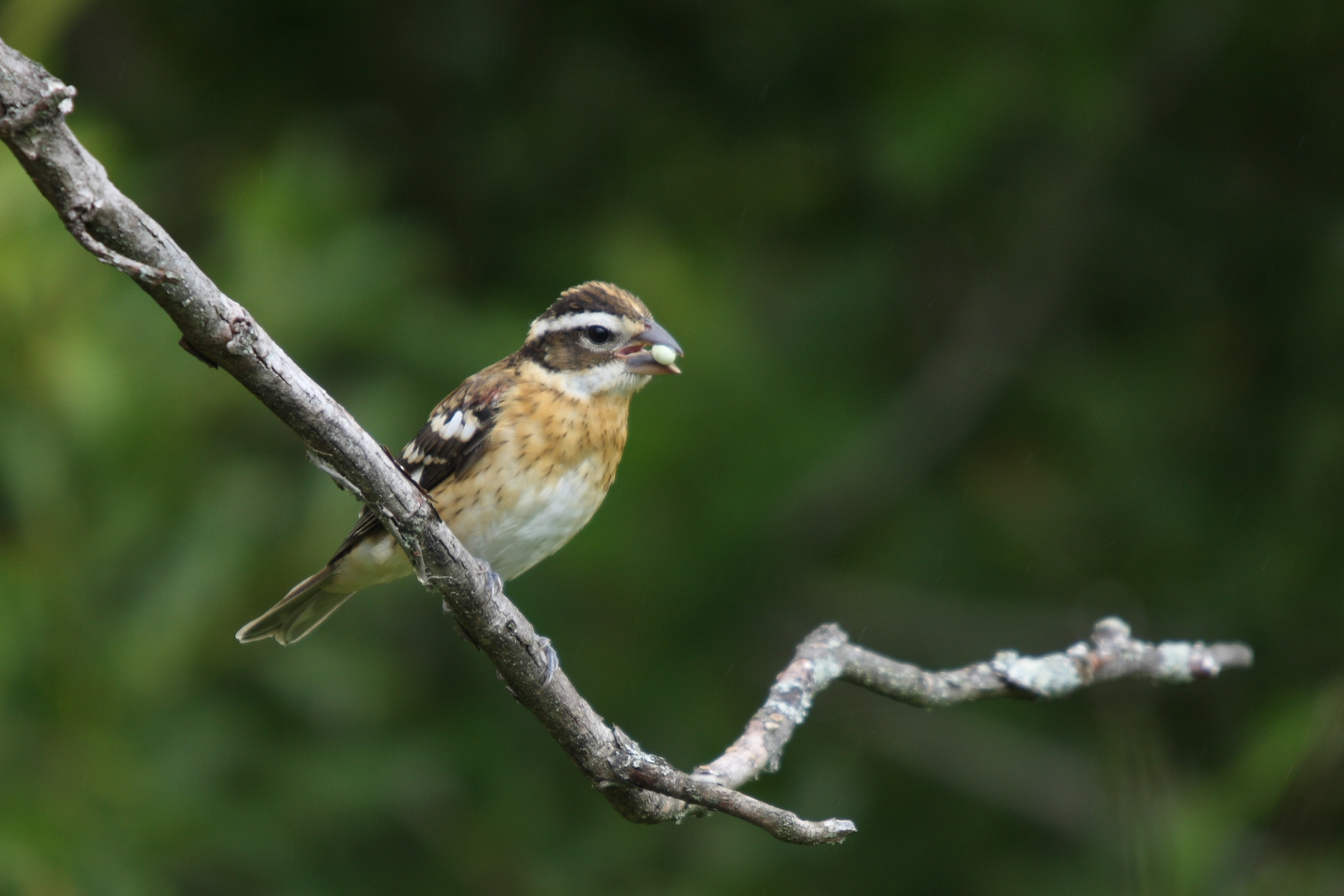
Männchen im Herbst des Geburtsjahres

Rosenbrust-Kernknacker sind große Singvögel, die Körperlänge beträgt 18–21,5 Zentimeter, das Gewicht 39–49 Gramm. Der sehr große und kräftige Schnabel ist weißlich.
Die Art zeigt einen sehr ausgeprägten Geschlechtsdimorphismus bezüglich Färbung und Zeichnung, das Gefieder der Männchen ist wesentlich auffallender und intensiver gefärbt als jenes der Weibchen. Im Prachtkleid sind beim Männchen Kopf, Hals und oberer Rücken einfarbig schwarz, unterer Rücken und Bürzel sind weiß. Die Oberschwanzdecken zeigen eine schwarz-weiße Bänderung. Die mittleren Steuerfedern sind schwarz, die übrigen weiß und breit schwarz gerandet. Die mittleren Armdecken sind weiß, die großen schwarz mit breiter weißer Spitze. Die schwarzen Armschwingen weisen einen schmalen weißen Fleck auf der Außenfahne auf, die basale Hälfte der Handschwingen ist weiß, die distale Hälfte schwarz. Der Namensteil „Rosenbrust“ bezieht sich auf die rosarote Brust, die übrige Unterseite des Rumpfes ist weiß. Die kleinen und mittleren Unterflügeldecken sind ebenfalls rosarot.
Im Schlichtkleid ist die rote Brustfärbung weniger kräftig ausgeprägt. Die schwarzen Federn an Kopf, Hals und oberem Rücken sind bräunlich gerandet; diese Partien wirken daher geschuppt. Der weiße untere Rücken zeigt eine undeutliche dunkle Querbänderung, die Flanken sind leicht dunkel gefleckt.
Bei den Weibchen sind die beim Männchen schwarzen Gefiederpartien bräunlich. Der braune Kopf zeigt einen weißlichen Bereich in der Mitte des Oberkopfes, zudem zieht sich ein weißer Überaugenstreif vom vorderen Augenrand bis zur Nackenseite. Die Kehle ist auf weißlichem Grund fein dunkel gestrichelt und gefleckt, eine bräunliche Strichelung überzieht die weißliche bis cremefarbene Rumpfunterseite. Die rote Färbung fehlt. Die Weibchen sind den Weibchen des nahe verwandten Schwarzkopfkernknackers (P. melanocephalus) sehr ähnlich, bei letzterer Art ist jedoch insbesondere die Unterseite stärker gelblichbraun und viel schwächer gestrichelt.
Obwohl sich die Männchen dieser beiden Arten unterscheiden, tritt in überlappenden Verbreitungsgebieten Hybridisierung auf.

## Verbreitung und Lebensraum

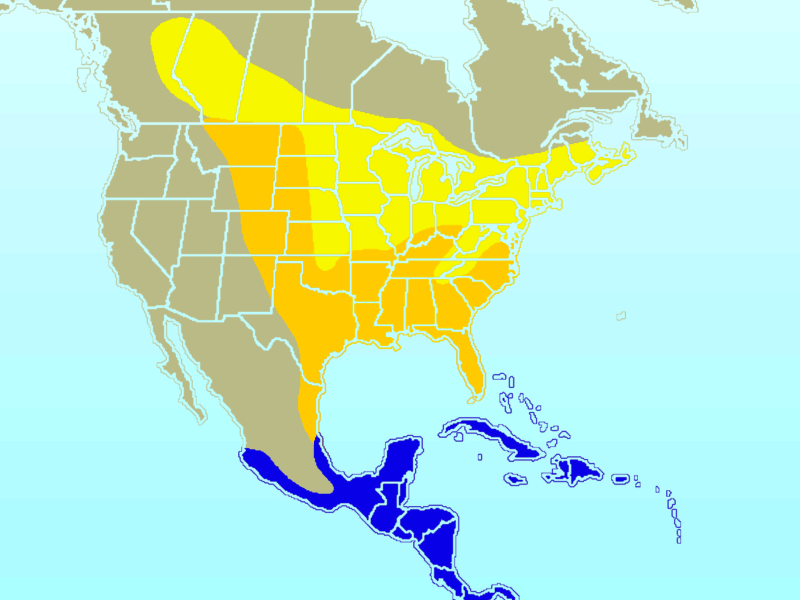
Verbreitungsgebiet des Rosenbrust-Kernknackers (Gelb: Sommer; Orange: Durchzugsgebiet; Blau: Winter)

Das Verbreitungsgebiet des Rosenbrust-Kernknackers reicht in einem breiten Gürtel vom Nordwesten Kanadas über die mittleren und östlichen Vereinigten Staaten von Amerika bis zur Ostküste Nordamerikas. Er bewohnt offenere Laub- und Mischwälder insbesondere am Rand von Gewässern. Die Art ist Langstreckenzieher, sie überwintert von Mexiko bis Kolumbien und Venezuela, selten bis Peru und Guyana und ist bis in Höhen von 1800 m zu finden. In Europa ist der Rosenbrust-Kernknacker eine seltene Ausnahmeerscheinung vor allem in Großbritannien, fast alle Nachweise erfolgten im Oktober.

## Fortpflanzung
Der Nestbau beginnt im Mai. Es werden 1 bis 5, in der Regel 4, blass bläulich grüne und dunkel gesprenkelte Eier gelegt, welche von Männchen und Weibchen bebrütet werden. Die Jungen sind nach 9 bis 12 Tagen flügge und dann noch weitere 3 Wochen von den Elterntieren abhängig.

## Gefährdung
Der Weltbestand wird auf etwa 4,6 Millionen Tiere geschätzt und ist offenbar rückläufig. Der Bestandsrückgang erfolgt aber noch nicht so schnell, dass eine Einstufung der Art als gefährdet („vulnerable“) gerechtfertigt wäre. Aufgrund des zudem sehr großen Gesamtbestandes wird der Rosenbrust-Kernknacker von der IUCN daher als ungefährdet („Least Concern“) eingestuft.